# Валени (Секујени)
Валени (рум. Văleni) насеље је у Румунији у округу Бакау у општини Секујени. Oпштина се налази на надморској висини од 227 m.

## Становништво
Према подацима из 2011. године у насељу је живело 32 становника.